# محمد كنغرلي
محمد كنغرلي (10 يناير 1914 - 17 أغسطس 2006) كان رئيسًا للمركز الوطني الأذربيجاني، والطبيب الشخصي لمحمد أمين رسول زاده، كما كان عضوًا في منظمة غنج آذر (الشاب الأذري) لحزب مساواة وهو في سن الرابعة عشرة. شارك في الحرب بين الاتحاد السوفياتي وفنلندا عام 1939، وكان قد وقع أسيرًا لدى الألمان خلال الحرب العالمية الثانية، كما عمل طبيبًا عسكريًا في الفيلق الأذربيجاني.

## حياته
ولد محمد كنغرلي في مدينة شوشا بتاريخ 10 يناير (كانون الثاني) 1914. أصبح عضوًا في منظمة غنج آذر (الشاب الأذري) لحزب مساواة [الإنجليزية] وهو في عمر الرابعة عشرة عام 1928. تخرج من المدرسة الثانوية عام 1933، والتحق بكلية الطب بالقسم الروسي في العام نفسه، ثم التحق بأكاديمية لينيغراد العسكرية، وتخرج منها عام 1939. بعد تخرجه من الأكاديمية شارك في الحرب بين الاتحاد السوفياتي وفنلندا كطبيبٍ عسكري. وقع أسيرًا مع الكتبية الطبية لدى الفنلنديين. وأعيد محمد إلى الجيش السوفياتي بعد عامٍ عندما تمت عملية تبادل الأسرى بين الطرفين.
وقع أسيرًا لدى الألمان في الحرب العالمية الثانية عام 1942. عمل طبيبًا عسكريًا في الفيلق الأذربيجاني بعد أن وقع أسيرًا، وسافر محمد كنغرلي الذي عاش في ظروف صعبة في ألمانيا إلى تركيا بعد الحرب العالمية الثانية عام 1952، حيث مارس نشاطه في المركز الوطني الأذربيجاني [الأذربيجانية]، والجمعية الثقافية الأذربيجانية [الأذربيجانية] في أنقرة. تزوج عام 1954. عمل كبير الأطباء، ومدير الصحة، ومساعد المدير العام للهلال الأحمر في مستشفيات مختلفة لوزارة الصحة والمساعدات الاجتماعية التركية، كما عمل مستشارًا في السفارة التركية في بون في الفترة ما بين 1952-1979. سافر إلى قبرص أثناء الأحداث التي وقعت فيها وأسس مستشقى الهلال الأحمر عام 1963. أُرسِل ممثلًا للهلال الأحمر إلى منطقة الحرب أثناء حرب كشمير بين الهند وباكستان عام 1971. وحصل على العديد من ميداليات الشرف لعمله فيها. ثم عمل رئيسًا لجمعية الآثار في تركيا. ونُشر خلال حياته عدد كبير من مقالته حول النضال الوطني في مجلة أذربيجان التي كانت تُصدر في أنقرة.

## وفاته
تُوفي في أنقرة بتاريخ 17 أغسطس (آب) 2006، وكان عمره آنذاك 92 عامًا.